# Obito Uchiha

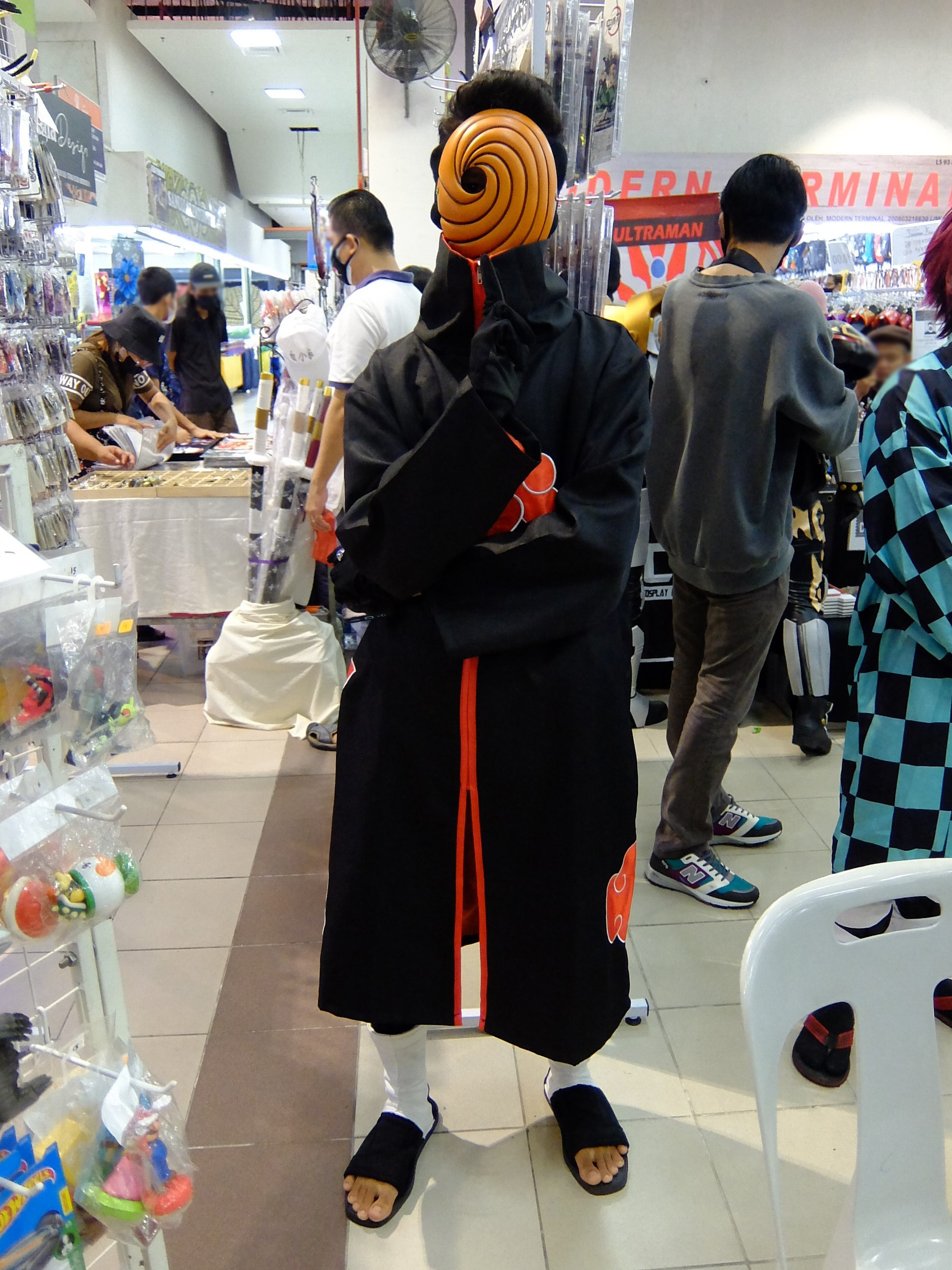
Obito Uchiha cosplay

Obito Uchiha(うちは オビト Uchiha Obito) este un personaj fictiv în seriile anime si manga create de Masashi Kishimoto. Kishimoto l-a creat pe Obito devreme pentru a detalia relația lui de prietenie cu Kakashi și pentru a explica cum Kakashi a obținut Sharinganul, unicul ochi al clanului Uchiha. 
În poveste, Obito își ascunde adevărata identitate și putere, sub personajul Tobi, ca mai apoi adevărata sa identitate să fie dezvăluită de Naruto Uzumaki în al 4-lea Mare Război Ninja.

## Despre personaj

### Trecutul
Trecutul lui Obito a fost ascuns în seria Naruto, ca mai apoi sa fie dezvăluit în Naruto Shippūden. Obito a fost un membru al clanului Uchiha și a făcut parte din Echipa 7 alături de Kakashi Hatake si Rin Nohara, având ca profesor pe Minato Namikaze. Echipa 7 a avut o misiune importanta în timpul celui de-al Doilea Mare Război Ninja care urma să aducă bine pentru o vreme în Konoha. Aici Rin a fost capturată, iar Kakashi a refuzat să meargă să o salveze, punând misiunea pe primul plan, însa cuvintele lui Obito l-au schimbat pe acesta și l-au făcut să se răzgândească. După puțin timp, Kakashi este rănit, moment în care Obito își trezește Sharinganul. Aceștia reușesc să o salveze pe Rin, însă un bolovan uriaș îl strivește pe Obito, știind că nu mai are nicio șansă să scape, Obito îi dă lui Kakashi drept felicitare pentru rangul de Jounin, Sharinganul din ochiul stâng.

#### Personalitate
Pentru că Obito a crescut fără părinți, copilăria sa a fost marcată de visul de-a fi înțeles. Asta l-a motivat să devină ninja, cu scopul de a ajunge Hokage pentru a fi recunoscut de toată lumea. Obito s-a îndrăgostit de Rin, iar acum spera să ajungă să-i capete iubirea și să devină Hokage. După moartea lui Rin, determinația, speranța și iubirea din el au fost spulberate. A devenit mult mai calm și concentrat, ne mai păsându-i de sat și de prieteni.    

##### Abilități

Mangekyō Sharingan-ul lui Obito

Mangekyō Sharingan este forma avansată a Sharinganului, care oferă o nouă abilitate, în cazul lui Obito, Kamui. Kamui-ul îi permite utilizatorului abilitatea de a trimite părți ale corpului său sau ale persoanelor apropiate de el într-o altă dimensiune. Acesta se poate teleporta oriunde, făcându-l aproape imposibil de lovit. 
Tehnica Mingii de Foc este tehnica specifică clanului Uchiha, prin care utilizatorul suflă flăcări puternice din gură cu o viteză și intesitate mare.     

###### Jutsuri folosite:
- Kamui
- Izanagi
- Genjutsu: Sharingan
- Stilul Foc: Dansul Valului Exploziv
- Stilul Foc: Tehnica Mingii de Foc
- Stilul Lemn: Rădăcini subterane
- Stilul Lemn: Copac înfloritor
- Stilul Lemn: Tehnica Tăierii
- Tehnica Wack-A-Mole
- Tehnica Zborului
- Tehnica de invocare
- Tehnica Extragerii Sufletului
- Lanțurile Statuii Demonice
- Mine explozive
- Tehnica celor șase căi
- Cele șase căi ale durerii
- Calea Asura
- Calea animalelor
- Calea exterioară
- Calea Naraka
- Calea Preta
- Calea Deva
- Calea umană
- Bomba Bestiilor cu Cozi
- Tehnica Extragerii Bestiilor cu Cozi
- Tehnica Sigilării lui 10 Cozi
- Adaptarea la chakra lui 10 Cozi

## Rol
Rolul lui Obito în serie constă predominant în acțiunea din timpul celui de-al 4-lea Mare Război Ninja. Acesta pornește războiul alături de Madara Uchiha, 100.000 Zetsu și Kabuto împotriva Alianței de Shinobi. Pe parcursul luptei, Obito devine jinchuurikiul lui 10 Cozi. În cele din urmă, Obito se regăsește în vorbele lui Naruto, îl trădează pe Madara și trece de partea binelui. În final, el se sacrifică pentru a salva viețile lui Naruto și Kakashi. Cu ultima chakra rămasă, îi împrumută lui Kakashi celălalt Mangekyō Sharingan, cu care pentru prima oară Kakashi îl folosește pe Susanoo, salvând-o pe Sakura Haruno.

## Apariții în alte medii
În afara de aparițiile din seria manga și anime, Obito apare în filmul Road to Ninja: Naruto the Movie. Obito îi prinde pe Naruto și Sakura într-un Tsukuyomi Limitat, trimițându-i într-o lume paralelă, cu scopul de a-i extrage chakra lui Naruto. Acesta este oprit de Minato și Kushina, iar apoi îi trimite pe Naruto si Sakura în lumea reală.
Obito este ca personaj și în numeroase jocuri: Naruto Shippūden: Ultimate Ninja Blazing, Naruto Shippūden: Ultimate Ninja Heroes 3, Naruto Shippūden: Ultimate Ninja Storm 3, Naruto Shippūden: Ultimate Ninja Storm 4, Naruto Shippūden: Ultimate Ninja Storm Generations, Naruto Shippūden: Ultimate Ninja Revolution, Naruto x Boruto: Ninja Voltage, Naruto: Shinobi Collection, Naruto: Shinobi Collection Shippū Ranbu și Naruto: Ultimate Ninja Online.